# Athene Seyler
Athene Seyler (ur. 31 maja 1889 w Londynie, zm. 12 września 1990) – angielska aktorka filmowa i telewizyjna.

## Filmografia
- Pieśń nocy
- Prywatne życie Don Juana
- Royal Cavalcade
- Moskwa bez maski
- Cytadela
- Dama pikowa
- Opowieści młodych żon
- Opera żebracza
- Noc demona
- Opowieść o dwóch miastach jako Panna Pross
- Jak zamordować bogatego wujka
- Królestwo Campbella
- Gospoda Szóstego Dobrodziejstwa
- Franciszek z Asyżu